# 아이즈 마쓰다이라가
아이즈 마쓰다이라가(会津松平家)는 도쿠가와씨의 분가인 고카몬 중 한 가문이다. 아이즈가의 가계로서 아이즈번주가 이어졌다. 가문 이름은 무쓰국 아이즈 지방이름을 따왔다.
가문의 시조는 도쿠가와 히데타다의 사생아 호시나 마사유키(아명은 고마쓰)이다.
아이즈가의 유명인물로는 신센구미의 후원자이자 교토 수호직을 겸한 마쓰다이라 가타모리, 후쿠시마현지사를 지낸 마쓰다이라 이사오 등이 있다.